# Cantone di Belgodere
Il Cantone di Belgodere era una divisione amministrativa dell'arrondissement di Calvi, in Corsica.
A seguito della riforma approvata con decreto del 26 febbraio 2014, che ha avuto attuazione dopo le elezioni dipartimentali del 2015, è stato soppresso.
I 19 comuni facenti parte prima della riforma del 2014 erano:
- Algajola
- Aregno
- Avapessa
- Belgodere
- Cateri
- Costa
- Feliceto
- Lavatoggio
- Mausoleo
- Muro
- Nessa
- Novella
- Occhiatana
- Olmi-Cappella
- Palasca
- Pioggiola
- Speloncato
- Vallica
- Ville di Paraso